# Wittebrinkse Molen
De Wittebrinkse Molen is een in 1889 als bovenkruier gebouwde korenmolen in de buurtschap Wittebrink nabij de Nederlandse plaats Zelhem (provincie Gelderland). De houten kap is gedekt met riet. De molen was voor 1970 geheel leeggesloopt en ingericht als silo. In 1970 volgde een grote restauratie.
In de molen is 1 koppel 16der kunststenen aanwezig.
Het wiekenkruis is 22 meter en is oud-Hollands. De molen wordt met een kruilier verkruid en heeft een neutenkruiwerk. De Wittebrinkse Molen is particulier eigendom en is op afspraak te bezoeken.